# Priolepis kappa
Priolepis kappa är en fiskart som beskrevs av Richard Winterbottom och Burridge, 1993. Priolepis kappa ingår i släktet Priolepis och familjen smörbultsfiskar. Inga underarter finns listade i Catalogue of Life.